# Waleed Majid
Waleed Majid (tiếng Ả Rập: وليد ماجد, còn phiên âm Waleed Majeed, Waleed Majed) (sinh 22 tháng 9 năm 1987) là một cơ thủ Qatar. Anh là cơ thủ Trung Đông có thứ hạng thế giới cao nhất từ trước đến nay khi lên tới hạng 12 thế giới vào đầu năm 2015.

## Sự nghiệp

### Giải vô địch pool 9 bóng thế giới
Từ khi giải vô địch pool 9 bóng thế giới được tổ chức ở Qatar thì Waleed Majid là một đại diện thường xuyên của chủ nhà. Từ năm 2010 đến 2015 anh đều tham dự, trừ năm 2012. Tuy nhiên anh thường không vượt qua được vòng bảng. Thành tích nổi bật nhất của Wajid là năm 2014 khi anh vượt qua vòng bảng, thắng được cựu vô địch thế giới Appleton 11–9 ở vòng 32, trước khi dừng bước ở vòng 16 tay cơ. Anh là tay cơ Qatar đầu tiên vào đến vòng 16 ở giải pool 9 bóng thế giới.

### Các giải đấu khác
Majid được mời tham dự World Pool Masters các năm 2014 và 2015. Thành tích cao nhất của anh là vào tứ kết giải đấu 2015, vượt qua cựu vô địch thế giới Daryl Peach 8–4 ở vòng 16, thất bại trước Shane van Boening, nhà vô địch giải đấu, với tỉ số 5–8 ở tứ kết.
Tại World Cup of Pool (Cúp thế giới pool 9 bóng), Majid (đứng cặp với đồng đội Bashar Hussain) tham dự 2 lần vào các năm 2014 và 2015. Thành tích cao nhất của cặp đôi Qatar là vào đến tứ kết năm 2015. Họ có những chiến thắng trước các đội mạnh như Đài Loan (năm 2014), Mỹ (năm 2015).
Ngoài nội dung 9 bóng, Majid còn thi đấu ở các nội dung pool 8 bóng và 10 bóng.

### Thành tích nổi bật
Majid từng đạt được những thành tích nổi bật sau:
- Hạng 5 giải UAE mở rộng 2012
- Vô địch giải Qatar Ramadan mở rộng 2012
- Vô địch giải Xếp hạng Ả Rập 2012
- Hạng 3 giải Dubai mở rộng 2014
- Tay cơ số 1 quốc gia 2014
- Vòng 16 giải Mỹ mở rộng 2014
- Vô địch giải Qatar Tây Á 2015
- Vòng 16 giải pool 8 bóng World Chinese 2015
- Tứ kết World Cup of Pool 2015
- Tứ kết World Pool Masters 2015